# MUSIC PORTER X
MUSIC PORTER X（ミュージックポーター・エックス）は、三菱電機が開発した、NTTドコモの第三世代携帯電話 (FOMA) 端末 FOMA D851iWM（フォーマ・ディー はち ご いち アイ・ダブリュー エム）のブランド名。型番末尾の WM は、With Music の略である。

## 概要
TGB design.の石浦克がデザインを手がけたスライド式端末。ディスプレイには2.8インチの大型ワイドQVGA液晶を採用。側面のワンプッシュオープンボタンにより、指一本ですばやく展開することができる。カラーバリエーションはサファリグリーンの一種類のみ。深緑色の無骨な外観はストリートシーンを思い浮かばせるものに仕上がっている。
外部メモリーカードスロットはなく、楽曲ファイルは本体に内蔵された1GBのフラッシュメモリに保存される。ATRAC Audio Deviceに対応。楽曲ファイルの形式はATRAC3 / ATRAC3plus、MP3である。FMラジオ放送の聴取が可能。
また、有料デジタル衛星放送サービス モバHO! 音楽専門チャンネルの聴取および内蔵メモリへの録音が可能。しかし、これに続く機種はなく、事実上、携帯電話で唯一のモバHO!受信可能機種となった。
製品には端末デザインにマッチしたステレオヘッドホン、マイク付リモコン、そして楽曲ファイル管理・転送用メディアプレーヤーソフト「BeatJam」、USB接続ケーブルが付属する。充電スタンド（クレードル）はオプション。

## 歴史
- 2005年10月3日: 発表。
- 2006年1月18日: 電気通信端末機器審査協会 (JATE) による審査を通過（認定番号: A06-0009001）。
- 2006年4月8日: 発売開始。